# Rez hrušňová

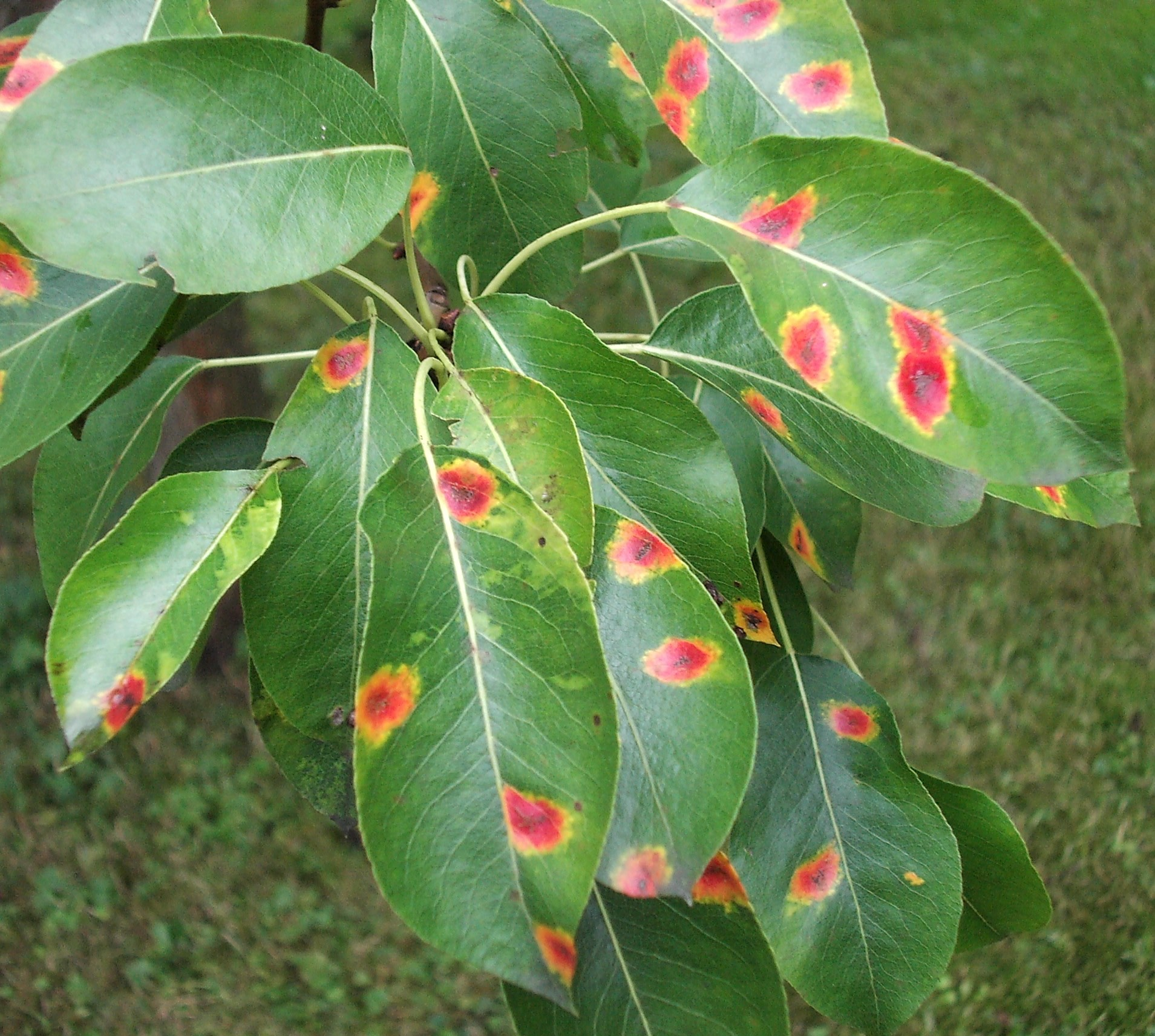
List napadený houbou Gymnosporangium sabinae

Rez hrušňová je houbová choroba hrušní je způsobena houbou Gymnosporangium sabinae. Jedná se o dvoubytnou (heteroecická) rez. Choroba má v cyklu hostitele a mezihostitele. Hostitelem je jalovec, v podmínkách ČR často jalovec chvojka Juniperus sabina, jalovec čínský Juniperus chinensis, ale parazitovány mohou být i další druhy jalovců. Mezihostitelem jsou hrušně. Choroba u hrušně napadá především čepele listů, mohou však být napadeny i řapíky a výjimečně i plody. Jde o velmi významné onemocnění hrušně i jalovce.

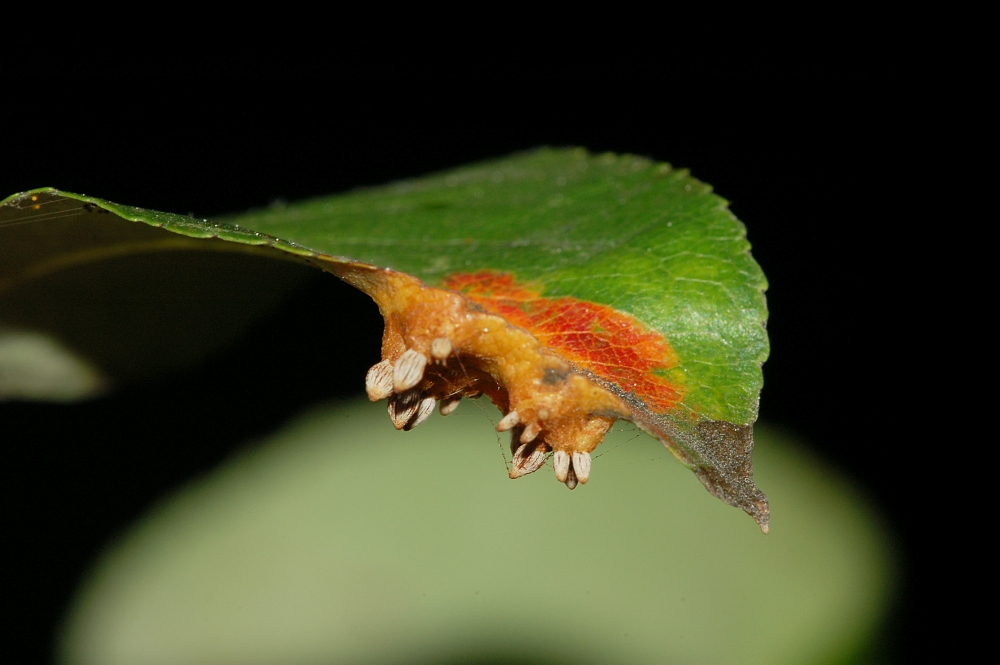
Aecidie na spodní straně listu

## Výskyt
Škodlivý výskyt je vázán na lokality s výskytem obou hostitelů. Rez hrušňová je významnou chorobou hrušní a jalovců v těch lokalitách, kde jsou oba hostitelé v blízkosti do 150 až 200 metrů. Existují rozdíly v náchylnosti jednotlivých odrůd hrušní.

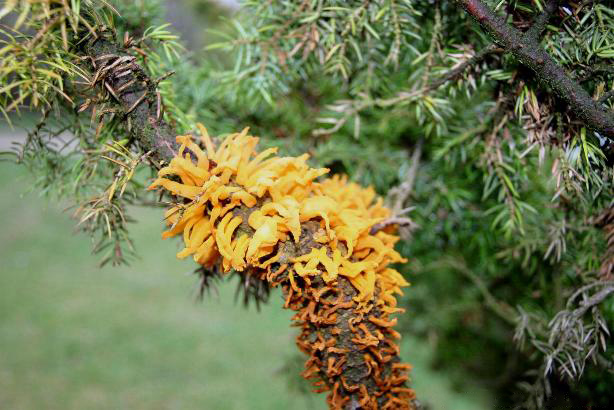
Rosolovitá télia rzi na jalovci Juniperus communis.

## Příznaky
Na jalovcích se tvoří zduřeniny až znetvořeniny větviček, někdy i silnějších větví. Během vegetace zasychají a tvoří se strupy a rány, které mohou být napadány dalšími patogeny. Poškozen je růst a vedení asimilátů. U silněji napadených výhonů odumírají části nad poškozením. Rostliny zakrňují. Silněji napadené, jinak oslabené a staré rostliny mohou uhynout. V místech v okolí napadení, tam kde jsou pletiva poškozena, v zimním období snadněji dochází k poškození celých větví vahou sněhu, lámání.
Na povrchu listů hrušní jsou viditelné oranžové až červené oválné skvrny o průměru několika mm. Uprostřed skvrn jsou viditelné černé tečky, spermogonie. Na spodní straně se později tvoří pohárkovité světlehnědé aecidie. Při silnějším výskytu může být poškozeno až 80% listové plochy u hrušně. Jiné zdroje uvádí hranici 30%. Následně je ovlivněna asimilace, vyzrávání pletiv a vývoj plodů. Na plodech hrušní se vyskytují deformace. Aecidie vyrůstají i na plodech.

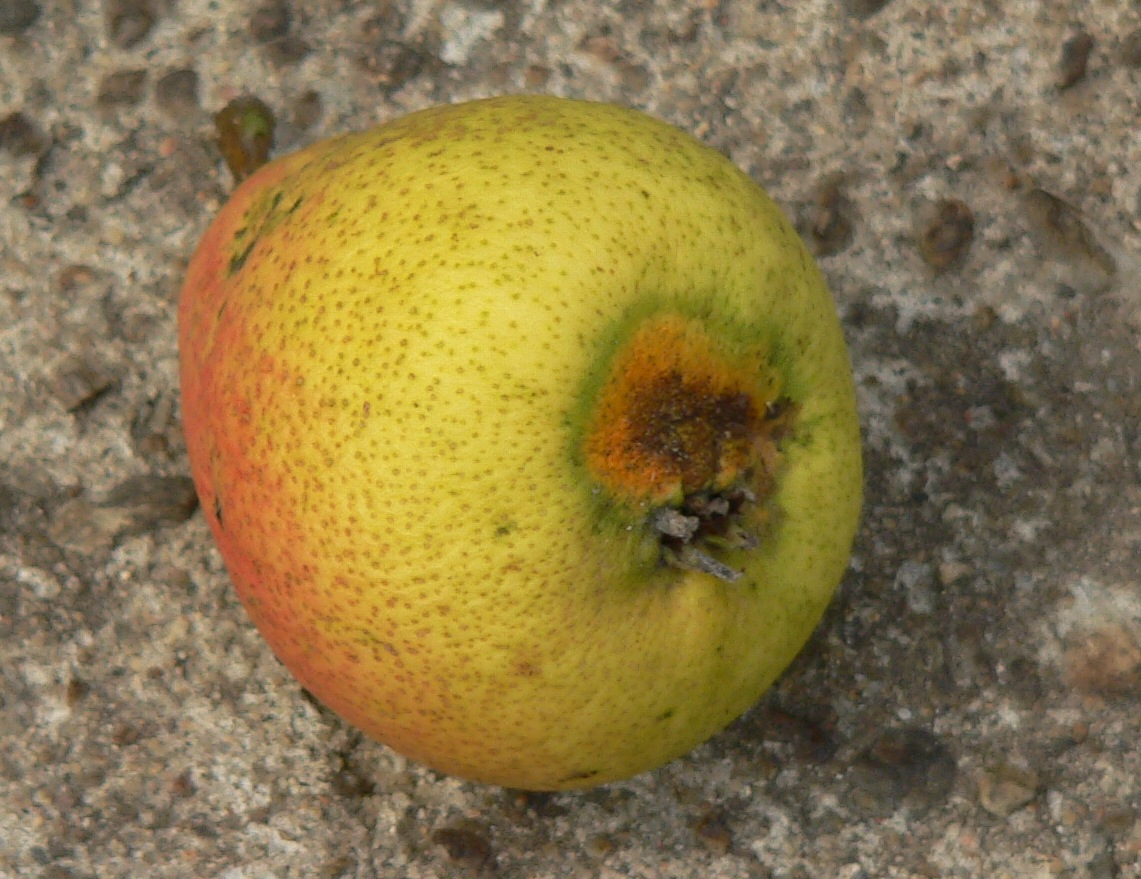
Plod hrušně napadený rzí hrušňovou

Hrušně mají celkově slabší růst, jsou oslabeny vůči chorobám a škůdcům, vlivem horšího vyzrávání pletiv může snáze docházet k namrzání.

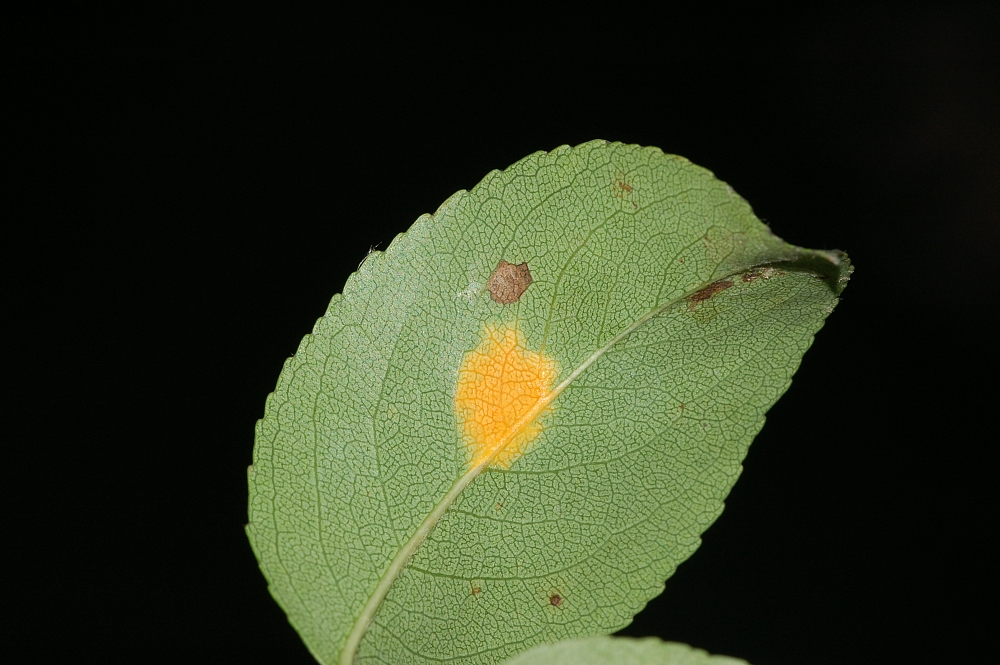
List na počátku léta.

## Vývojový cyklus
Jedná se o dvoubytnou rez. Houba přezimuje v podhoubí na jalovcích. Na jaře, v dubnu až květnu vyrůstají na borce větví jalovců zprvu rosolovité oranžovožluté útvary, které záhy zasychají a stávají se prášivými. Z nich se uvolňují výtrusy hub - teliospory. Tyto spory infikují hrušně. Teliospory klíčí a bazidiospory infikují hostitelskou rostlinu, listy, větvičky a plody. Především na listech a výjimečně i na letorostech a plodech hrušní se pak počátkem léta počínají vytvářejí výrazné skvrny, které jsou na vrchní straně oranžové, později červeně lemované. Na spodní straně listu, vyrůstají aecie a uvolněné aeciospory zpětně infikují jalovce. Na jalovcích se v místech napadení tvoří zduřeniny na borce.

## Ochrana rostlin

### Prevence
Dodržení izolační vzdálenosti mezi hrušněmi a jalovci 150–200 m. Vhodnou prevencí je i výběr rezistentních odrůd a kultivarů hrušně. 

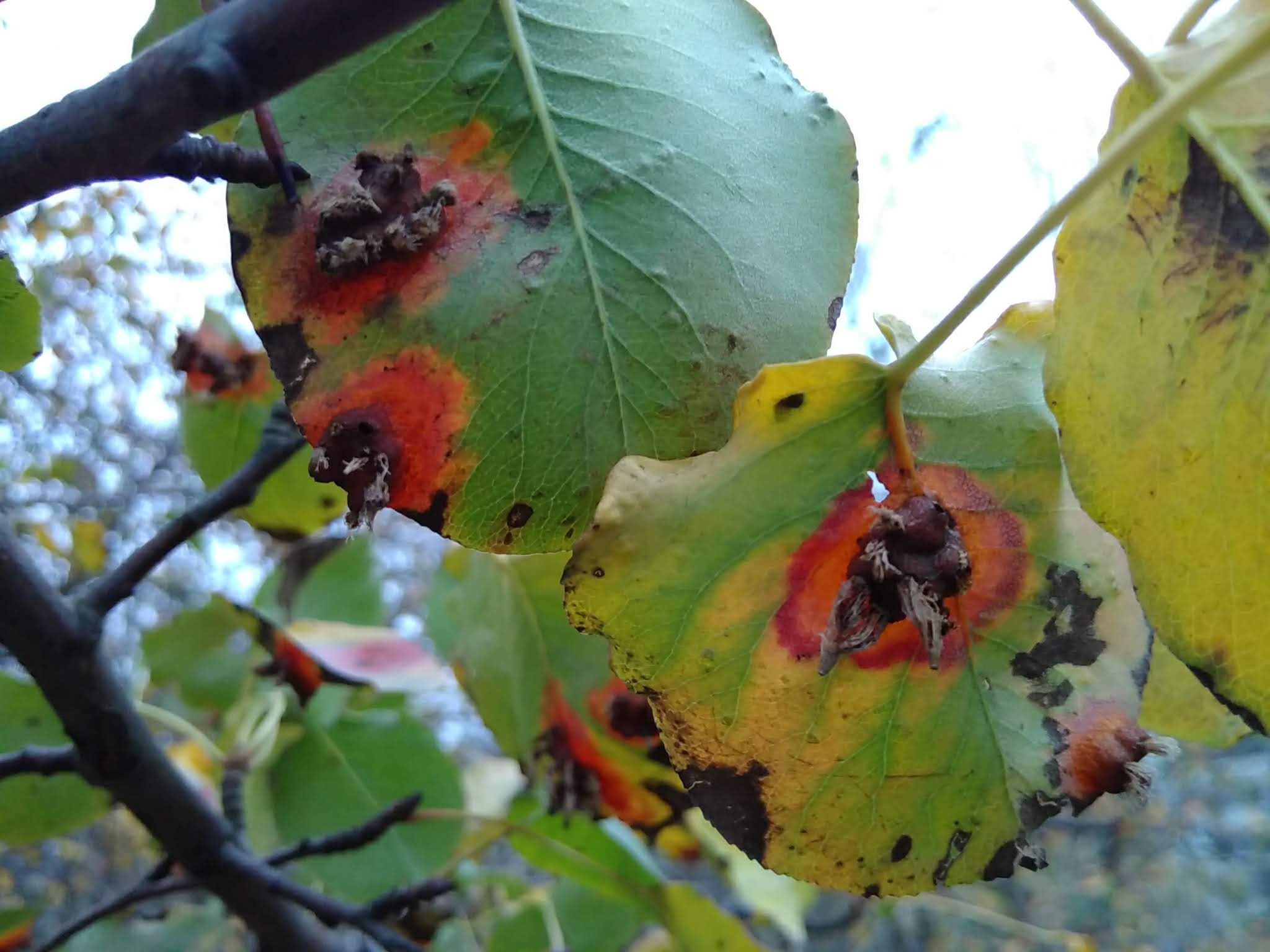
List hrušně na konci léta.

### Ošetření při výskytu
Je možné použít přípravky, které se aplikují proti strupovitosti jabloní a hrušní a současně mají dobrou účinnost i na rzi. Chemická ochrana by se měla uskutečnit v době před květem a krátce po odkvětu hrušní.
U hrušní se doporučuje postřik fungicidy v době před a po odkvetení v lokalitě silného výskytu. U jalovců se doporučuje mechanické odstranění výhonů. Ošetření řezem může však být v porostu jalovce ve výsledku horší než choroba. Hlubokým řezem do starého dřeva ošetřená dřevina více trpí výskytem ložisek rzi na zbylých výhonech, špatně regeneruje a neplní funkci okrasné zeleně.
V situaci, kdy není vhodné provést řez jalovce (veřejná prostranství), lze efektivně omezit přenos rzi z jalovce na hrušeň mechanickým odstraněním a následným zlikvidováním rosolovitých výrůstků z jalovce ještě než dojde k jejich zaschnutí a vyprášení. Opatření je nutné provádět každoročně vždy v době výskytu výrůstků (vlhký týden na přelomu dubna a května).